# 坂田静夫
坂田 静夫（さかた しずお）は、日本の造園家。原煕門下の一人。
1917年（大正6年）、東京帝国大学農学部を卒業。奈良県公園観光課長などを歴任。戦時中の橿原神宮外苑の造営工事にも携わる。
奈良公園や周辺のナンキンハゼは、出張の際に種子を持ち帰り、庭園木として植えたもの。

## 著書
- 『大和史蹟名勝案内』（東洋圖書,1937）
- 『大和名所新案案内』（東洋圖書,1930）
- 『大和の史蹟と古美術』
- 「橿原神宮外苑に於ける造苑の実際に就て」（『都市公論』23(8 )，1940）